# TestNG
TestNG es un framework para pruebas y testing que trabaja con Java y está basado en JUnit (para Java) y NUnit (para .NET), pero introduciendo nuevas funcionalidades que los hacen más poderosos y fáciles de usar, tales como:
- Anotaciones JDK 5 (Annotations) (JDK 1.4 también es soportado con JavaDoc annotations).
- Configuración flexible de pruebas.
- Soporte para pruebas para data-driven testing (with @DataProvider).
- Soporte de pasaje de parámetros.
- Permite distribución de las pruebas en máquinas esclavas.
- Modelo de ejecución poderoso (TestSuite nunca más).
- Soportado por herramientas y plugins importantes y variados como: (Eclipse, IDEA, Maven, etc.).
- Permite embeber BeanShell para una flexibilidad más amplia.
- Funciones JDK por defecto de runtime y logging. (sin dependencias)
- Métodos dependientes para pruebas sobre servidores de aplicación.

TestNG está diseñado para cubrir todas las categorías de las pruebas: unitarias, funcionales, end-to-end, integración, etc.